# Moesgård Strand
Moesgård Strand er en strand ved Moesgård syd for Aarhus. 
Stranden er en populært badestrand om sommeren og her er kiosk med grill, offentlige toiletter, shelters, livreddere om sommeren, og større plejede græsarealer til picnics og diverse aktiviteter. Moesgård Strand ligger op til både bakker og skov, som en del af Marselisborgskovene.
Hver sommer afholder Moesgård Museum et årligt vikingetræf ved stranden og på området mellem stranden og museet. 
Nord for kiosk og parkeringsplads ligget et stort overdrevsareal, Strandmarken, med spredte træer og et værdifuldt plante og dyreliv. Mod syd afgænses stranden af udløbet af Giber Å. Områderne og skoven  omkring  Mosegård Strand er en del af Natura 2000-område nr. 234 Giber Å, Enemærket og Skåde Havbakker